# Johanniskirche (Straßburg)

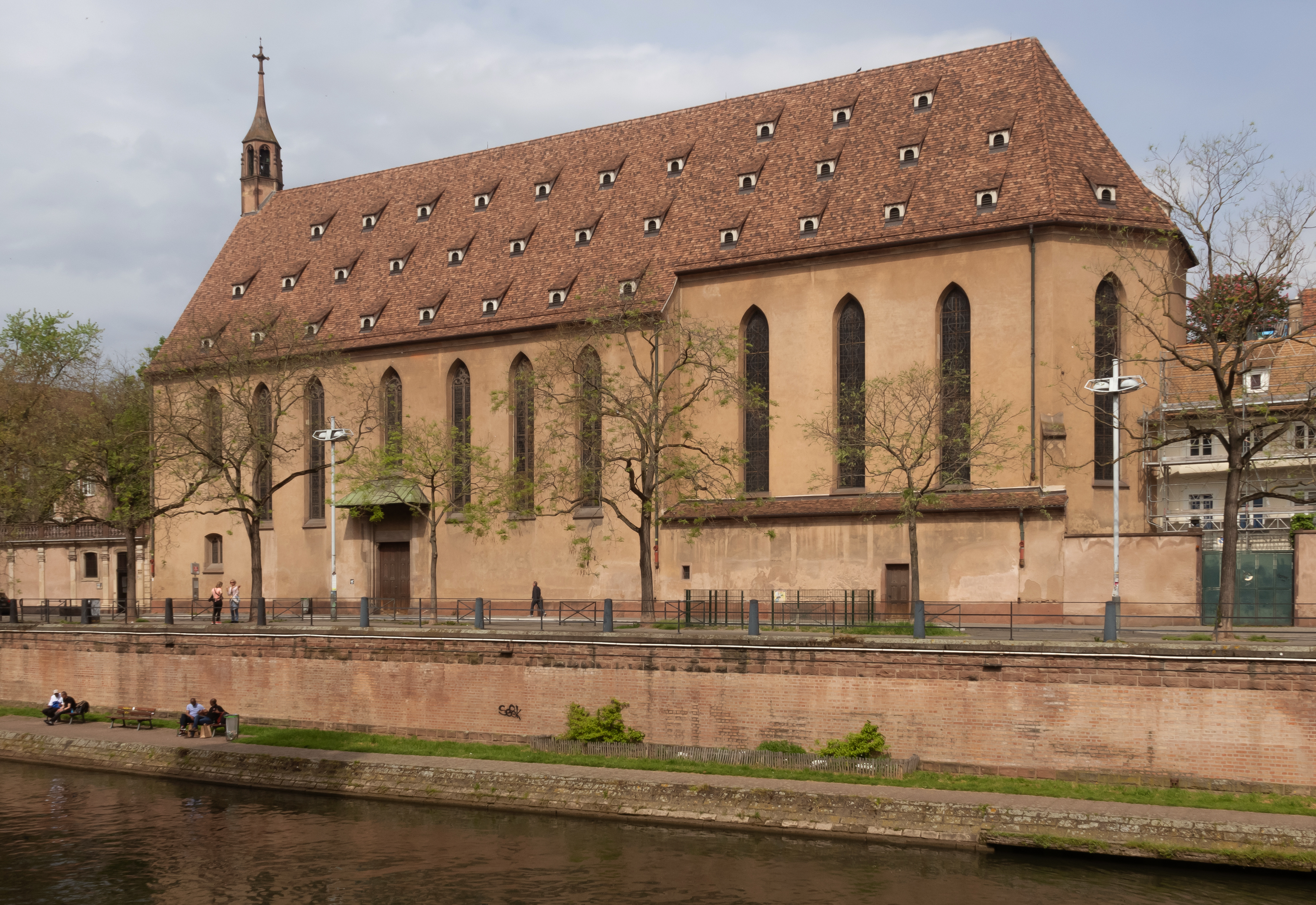
Ansicht von hinten

Die Johanniskirche (Église Saint-Jean) ist eine gotische katholische Kirche der Stadt Straßburg im Elsass.

## Geschichte
Das Gebäude entstand 1477 als Kirche eines Markusklosters und erhielt einen einschiffigen, langgestreckten Grundriss sowie eine flache Kassettendecke, die äußerlich durch ein markantes, fensterreiches Spitzdach nicht angedeutet wird. 1687 wurde die Klosteranlage dem Johanniterorden überantwortet, der bis dahin in dem heute der École nationale d’administration dienenden Komplex untergebracht war. Die Klostergebäude wurden im Stile François Mansarts umgebaut und die Kirche erhielt eine reiche barocke Ausstattung.
Gegen Ende des Zweiten Weltkriegs, am 25. September 1944 zerstörten britische und amerikanische Bomber das Kirchengebäude nahezu völlig. 

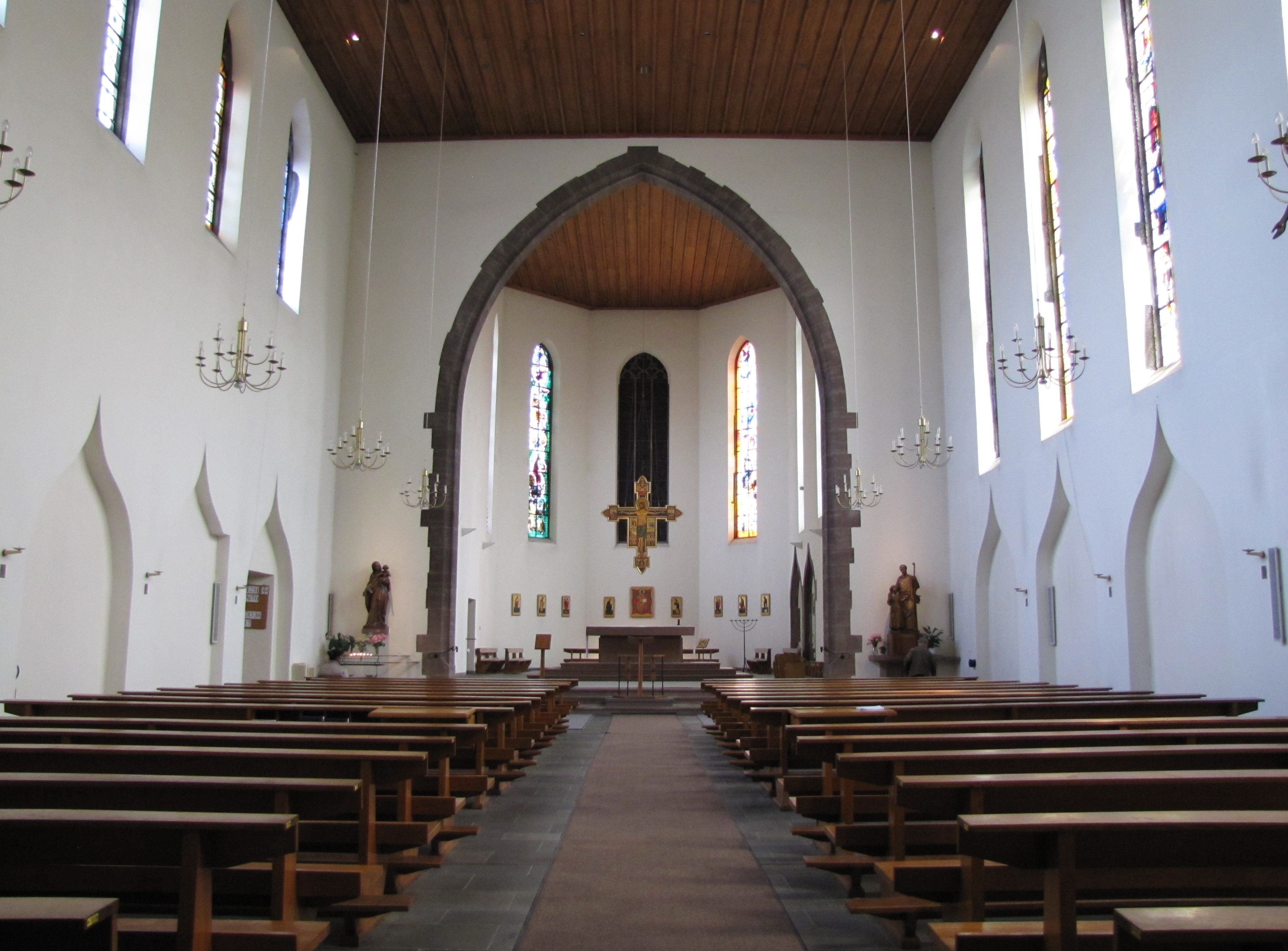
Blick ins Langhaus in Richtung Chor

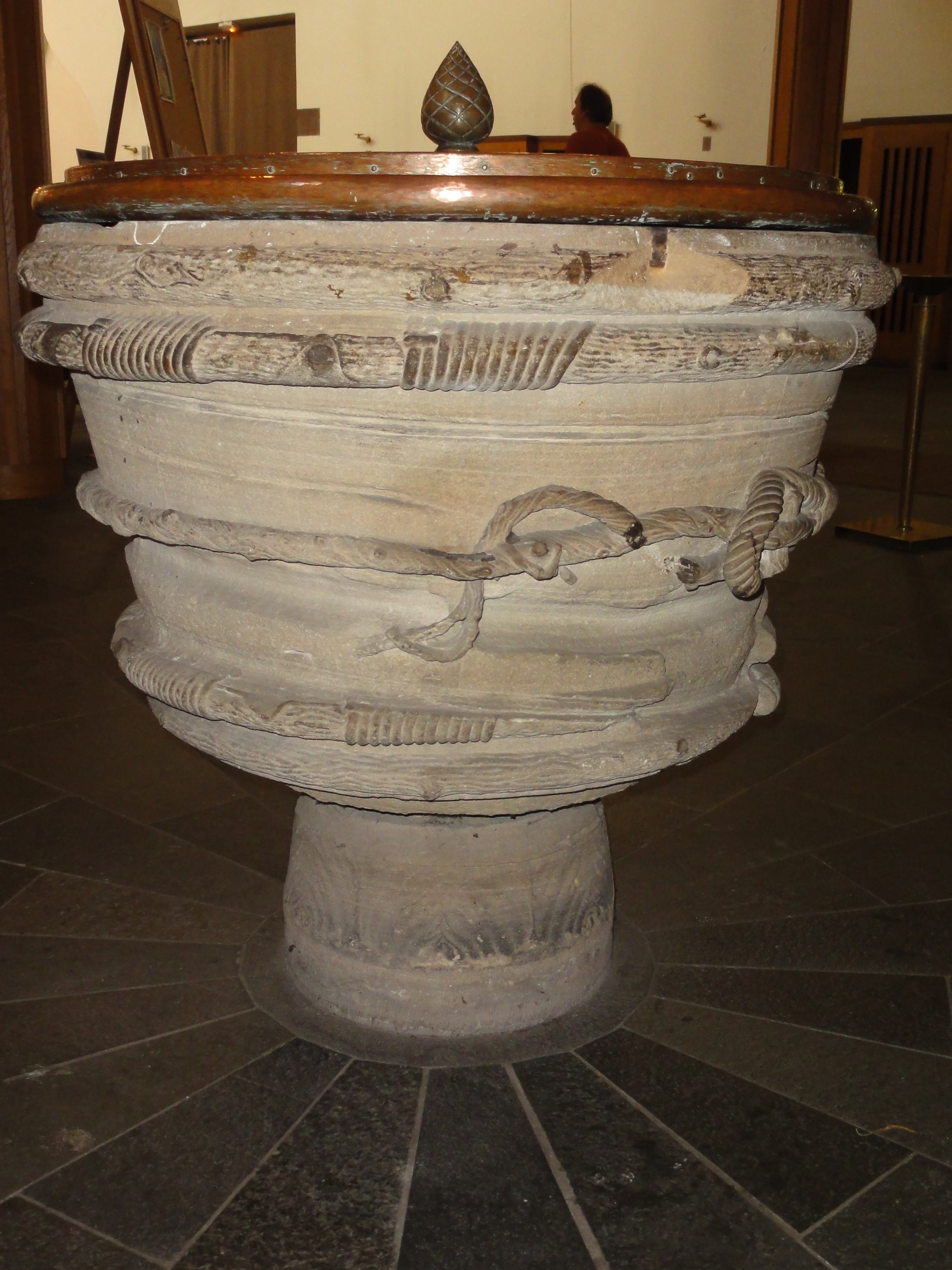
Gotischer Taufstein

Erst knapp 20 Jahre später, 1962–1964 wurde sie stilgetreu wiedererrichtet. Von der ursprünglichen Ausstattung ist nur der aufwändig mit Fischerknotenmotiven verzierte Taufstein aus dem 15. Jahrhundert erhalten. Der Zyklus von neuzeitlichen Bleiglasfenstern, der die Kirche seit den 1970er Jahren schmückt, gehört stilistisch und farbgeberisch zu den gelungensten der Region.
Von den Klostergebäuden aus dem 17. Jahrhundert sind (gegenüber vom Eingang) ein eleganter Flügel des Kreuzgangs sowie ein langgestrecktes Empfangsgebäude erhalten, ebenso wie (hinter der Kirche) das schlichte Hausmeistergebäude.
Im Jahr 1995 übergab der Straßburger Erzbischof Charles Amarin Brand das Gotteshaus an die französischen Brüder- und Schwesterngemeinschaften Fraternités de Jérusalem.

## Orgel

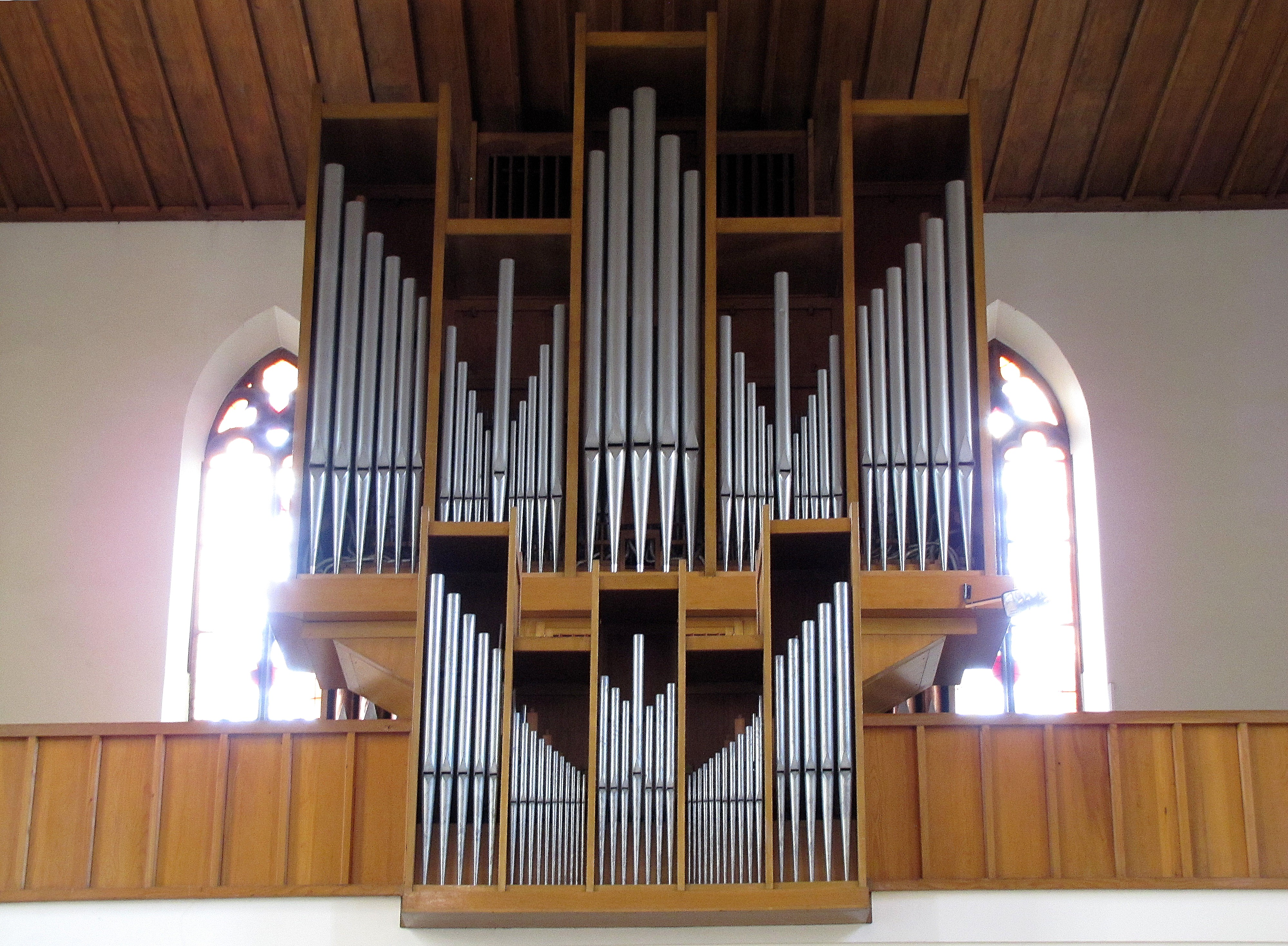
Schwenkedel-Orgel

Eine ursprüngliche Orgel aus dem Jahr 1825 wurde 1901 in die Josefskirche geschafft.
Die jetzige Orgel wurde 1967 von Curt Schwenkedel gebaut. Das mechanische Schleifladen-Instrument hat 46 Register auf vier Manualen und Pedal. Das Instrument ist eine Zusammensetzung aus Registern verschiedener Stilepochen: italienisch-barocke Register, französisch-romantische Register, Register norddeutscher Orgeln ermöglichen es, ein breites Spektrum an Orgelliteratur darzubieten. 1980 wurde das Instrument durch den Orgelbauer Gaston Kern neu intoniert.
Disposition
| I Positif de Dos C–g3 |       |
| Bourdon en bois       | 8′    |
| Principal             | 4′    |
| Flûte à cheminée      | 4′    |
| Doublette             | 2′    |
| Larigot               | 1 ⁄3′ |
| Sesquialtera II       |       |
| Cymbale III           |       |
| Cromorne              | 8′    |

| II Grand Orgue C–g3 |     |
| Principal           | 16′ |
| Montre              | 8′  |
| Bourdon             | 8′  |
| Prestant            | 4′  |
| Doublette           | 2′  |
| Cornet V            |     |
| Rauschpfeife III    |     |
| Mixture V-VI        |     |
| Trompette           | 8′  |
| Clairon             | 4′  |

| III Brustwerk C–g3 |        |
| Quintaton          | 16′    |
| Bourdon conique    | 8′     |
| Flûte à pavillon   | 4′     |
| Große Tierce       | 3 1⁄5′ |
| Nasard             | 2 ⁄3′  |
| Quarte             | 2′     |
| Tierce             | 1 3⁄5′ |
| Douçaine           | 16′    |
| Voix humaine       | 8′     |
| Tremblant          |        |

| IV Recit expr. C–g3 |    |
| Flûte à cheminée    | 8′ |
| Spitzgamba          | 8′ |
| Unda maris          | 8′ |
| Flûte principale    | 4′ |
| Gemshorn            | 2′ |
| Sifflet             | 1′ |
| Mixture IV          |    |
| Trompette           | 8′ |
| Clairon             | 4′ |
| Hautbois            | 8′ |

| Pedale C–g1        |     |
| Flûte              | 16′ |
| Soubasse           | 16′ |
| Flûte conique      | 8′  |
| Principal italien  | 4′  |
| Bourdon à cheminée | 2′  |
| Mixture IV         |     |
| Bombarde           | 16′ |
| Trompette          | 8′  |
| Clairon            | 4′  |

- Koppeln: I/II, III/II, IV/II, III/IV, IV/III, I/P, II/P III/P, IV/P